# Окрузи Чешке
Округ (чеш. okres, множ. okresy) је административна јединица у Чешкој Републици. Окрузи представљају други степен поделе након крајева, којих има 76 и главни град Праг као посебна управна јединица.
Неколико округа чини један крај, а један округ се састоји од више градова, варошица и насељених места, која имају административни статус сеоске општине (чеш. obec). Окрузи носе називе по градовима који су административни центри тих округа. Три округа се састоје само од једног града, они су градски окрузи или такозвани законски (статутарни) градови. То су Брно, Острава и Плзењ, који стичу статус округа 1971. године.
Данашњи крајеви и окрузи су дефинисани законом из 1960. године. Закон је више пута допуњаван, последњи пут 2007. године. 1996. године основан је округ Јесењик, који је раније био у саставу округа Шумперк. Чешки окрузи су:
- Средњочешки крај: округ Бенешов, округ Бероун, округ Кладно, округ Колин, округ Кутна Хора, округ Мјелњик, округ Млада Болеслав, округ Нимбурк, округ Праг-запад, округ Праг-исток, округ Прибрам, округ Раковњик.
- Јужночешки крај: округ Јиндрихув Храдец, округ Писек, округ Прахатице, округ Стракоњице, округ Табор, округ Чешке Будјејовице, округ Чешки Крумлов.
- Плзењски крај: округ Домажлице, округ Клатови, округ Плзењ-град, округ Плзењ-југ, округ Плзењ-север, округ Рокицани, округ Тахов.
- Карловарски крај: округ Карлове Вари, округ Соколов, округ Хеб.
- Устечки крај: округ Дјечин, округ Литомјержице, округ Лоуни, округ Мост, округ Теплице, округ Усти на Лаби, округ Хомутов.
- Либеречки крај: округ Јаблонец на Ниси, округ Либерец, округ Семили, округ Чешка Липа.
- Краловехрадечки крај: округ Јичин, округ Наход, округ Рихнов на Књежној, округ Трутнов, округ Храдец Кралове.
- Пардубички крај: округ Пардубице, округ Свитави, округ Усти на Орлици, округ Хрудим.
- Крај Височина: округ Ждјар на Сазави, округ Јихлава, округ Пелхримов, округ Требич, округ Хавличкув Брод.
- Јужноморавски крај: округ Бланско, округ Брецлав, округ Брно-град, округ Брно-околина, округ Вишков, округ Знојмо, округ Ходоњин.
- Оломоуцки крај: округ Јесењик, округ Оломоуц, округ Преров, округ Простјејов, округ Шумперк.
- Моравскошлески крај: округ Брунтал, округ Карвина, округ Нови Јичин, округ Опава, округ Острава-град, округ Фридек-Мистек.
- Злински крај: округ Всетин, округ Злин, округ Кромјержиж, округ Ухерско Храдиште.